# Las Médulas

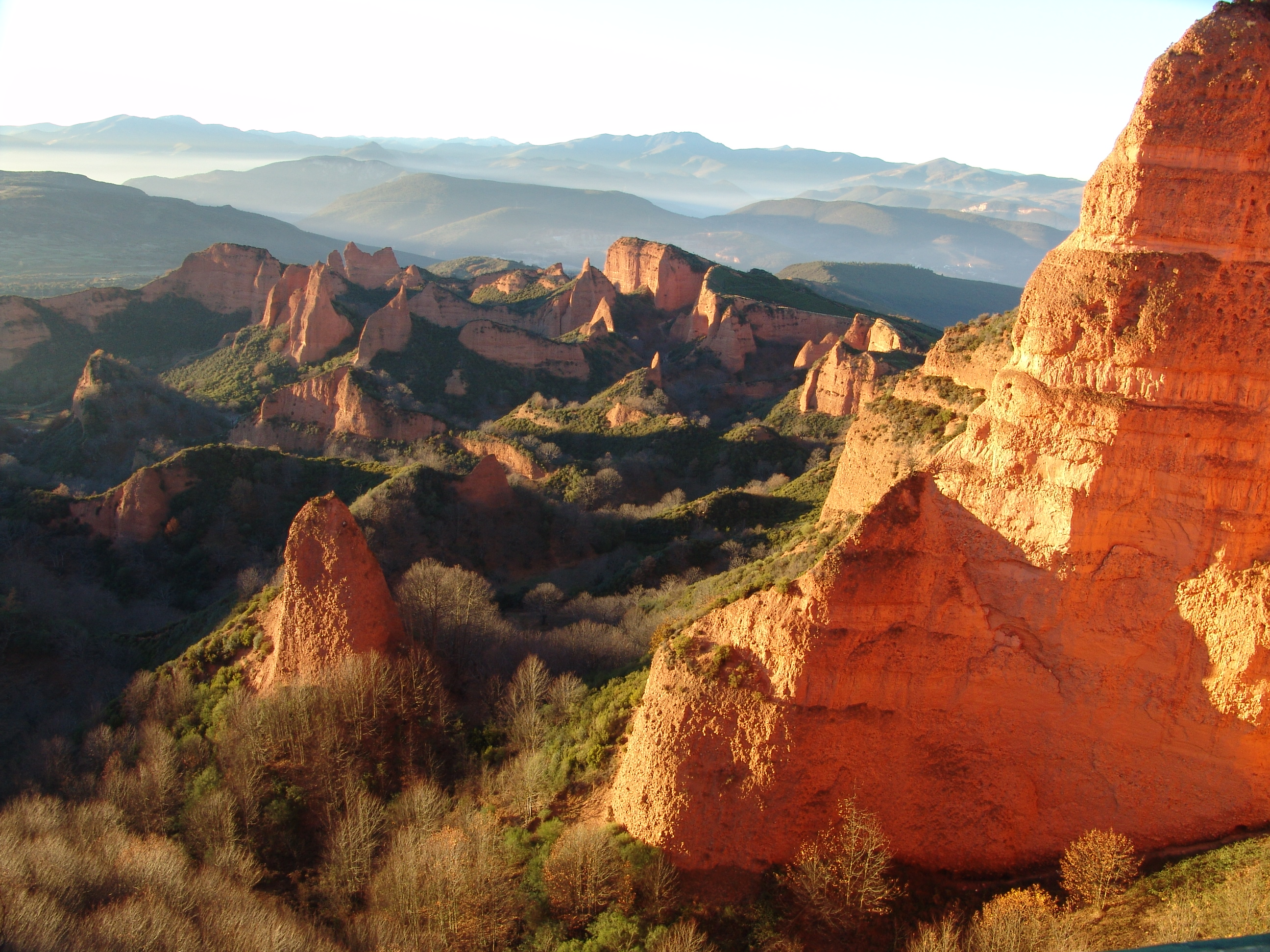
Panorama von Las Médulas

Die Las Médulas liegen in der Nähe der spanischen Stadt Ponferrada, Provinz León, in der Autonomen Gemeinschaft Kastilien-León. Sie war die wichtigste Goldmine des Römischen Reiches. Die Kulturlandschaft der Las Médulas wird seit 1997 als UNESCO-Welterbe geführt.
Die außergewöhnliche Landschaft ist ein Ergebnis der ruina montium, einer römischen Bergbautechnik. Plinius der Ältere beschreibt sie in seiner Naturalis historia als Durchlöchern der Berge und späteres Überschwemmen mit großen Mengen Wassers. Dies soll die Hügel buchstäblich abgetragen haben. Um die benötigten Mengen Wasser aus der Sierra de la Cabrera heranzubringen, wurde ein über 100 Kilometer langes Kanalsystem erbaut. Teile dieses Systems sind noch heute erhalten.
Unter der Regentschaft des Augustus wurde das Gebiet von den Römern nach langwierigen Feldzügen (Kantabrischer Krieg, 29–19 v. Chr.) letztlich okkupiert. Als Grund der römischen Interventionen werden nach römischen Quellen fortwährende Überfälle der Kantabrer auf benachbarte römische Regionen gesehen und deren Versuch, ihren Herrschaftsbereich dabei zu erweitern. Darüber hinaus war das Gebiet der Kantabrer für die Römer auch aufgrund seines Erzreichtums von wirtschaftlichem Interesse, so begannen sie bereits kurz nach der Eroberung mit der Ausbeutung von Goldminen, Las Médulas. Publius Carisius eroberte Las Médulas im Jahre 25 v. Chr. in der Schlacht um den Mons Medullius.

## Beschreibung durch Plinius den Älteren

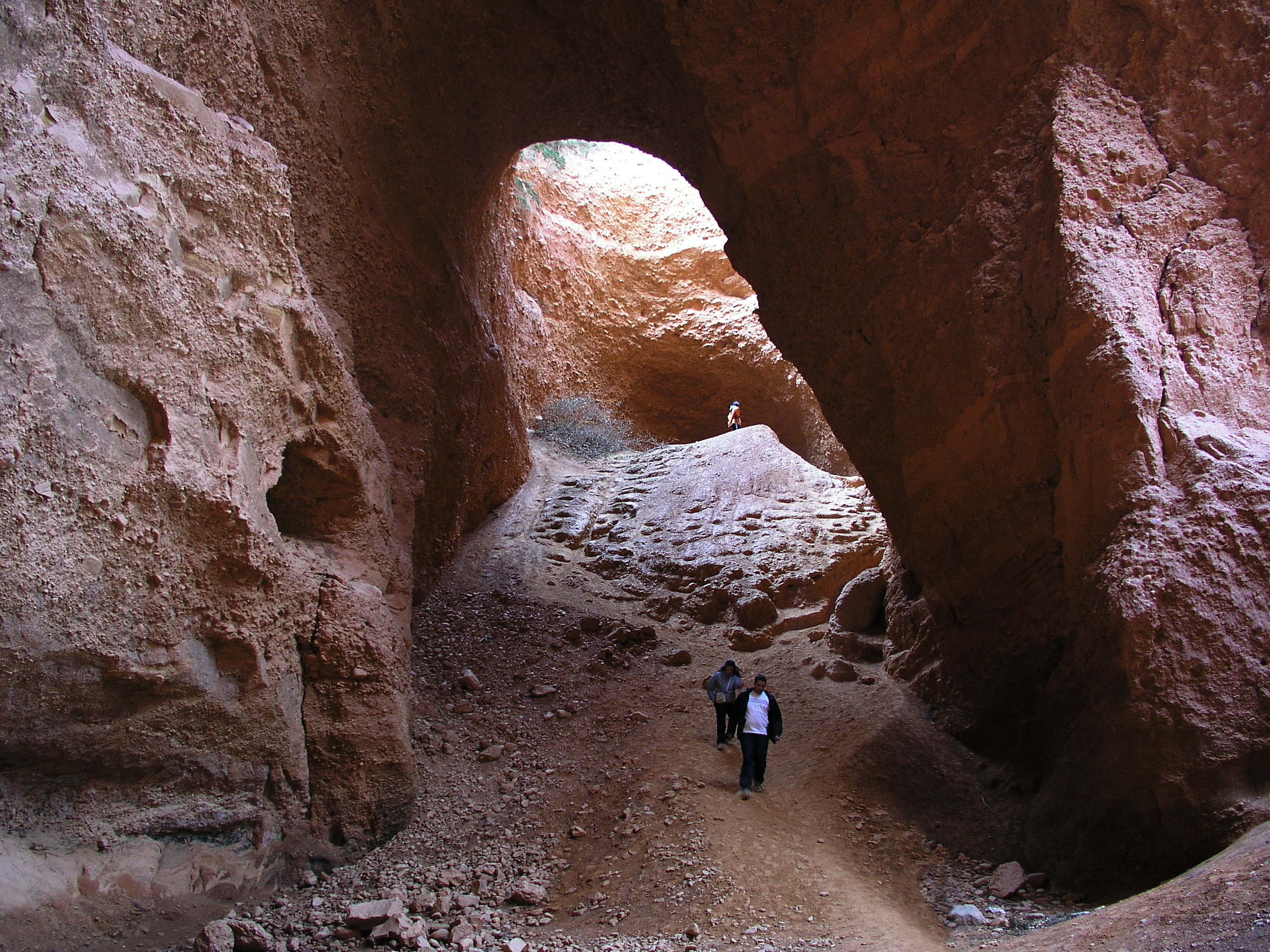
Eine der Galerien in den Medulas

„Die dritte Art (Gold zu fördern) übersteigt das Werk von Giganten. Die Berge werden mit Gängen und Stollen im Licht von Lampen ausgehöhlt … Monatelang sehen die Bergleute keine Sonne … Plötzlich stürzen die Spalten ein und verschütten die Arbeiter, so dass es weniger gewagt erscheint, Perlen und Purpurschnecken aus der Tiefe des Meeres zu holen. Wie gefährlich haben wir die Erde gemacht!“

Plinius gab auch an, dass jedes Jahr 20.000 Römische Pfund Gold gefördert wurden. 60.000 freie Arbeiter waren an der Ausbeutung beteiligt, die in 250 Jahren 1635 Tonnen zu Tage förderten.

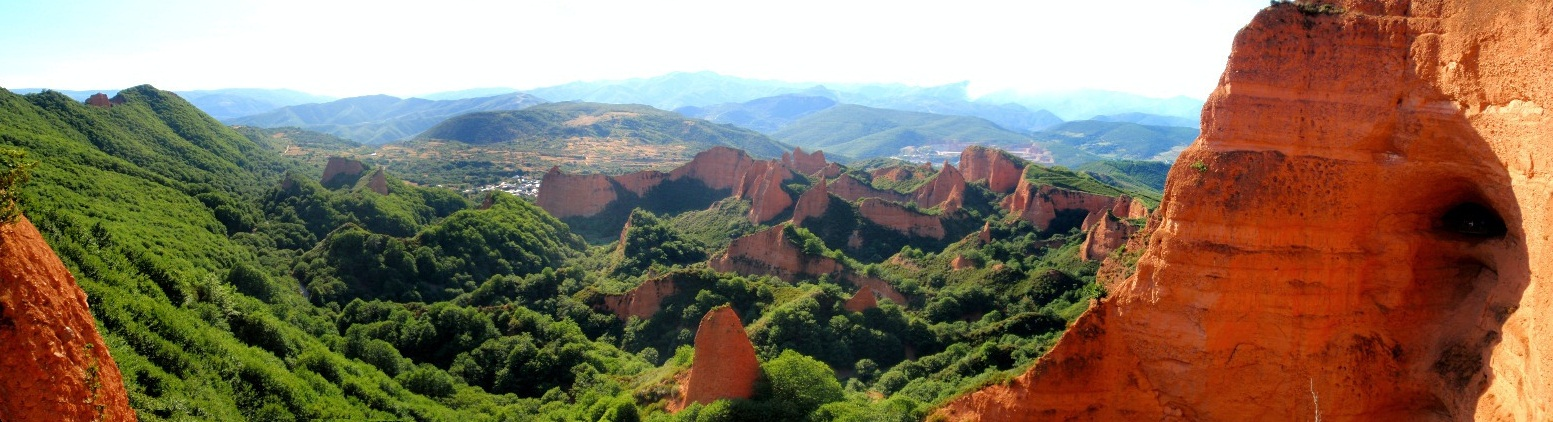
Panoramaübersicht über Las Médulas

Das Castro Peña del Hombre (dt. Fels des Mannes) ist eine etwa 7000 Quadratmeter große, vorrömische (400 bis 200 v. Chr.) befestigte Siedlung auf 1147 m Höhe, in der Nähe.

## Vor Ort
Einen besonders guten Überblick hat man vom Südosten, dem Mirador de Orellán. Dort hat man auch die Möglichkeit, die Galería de Orellán zu besuchen – eine Höhle mit Aussichtsplattform.
Von hier beginnen verschiedene Wanderwege. Einer davon führt zu den Resten des römischen Aquädukts, mit dessen Wasser die Erde damals fortgespült wurde. Andere führen hinunter in die Kastanienwälder, die für sich schon sehenswert sind.

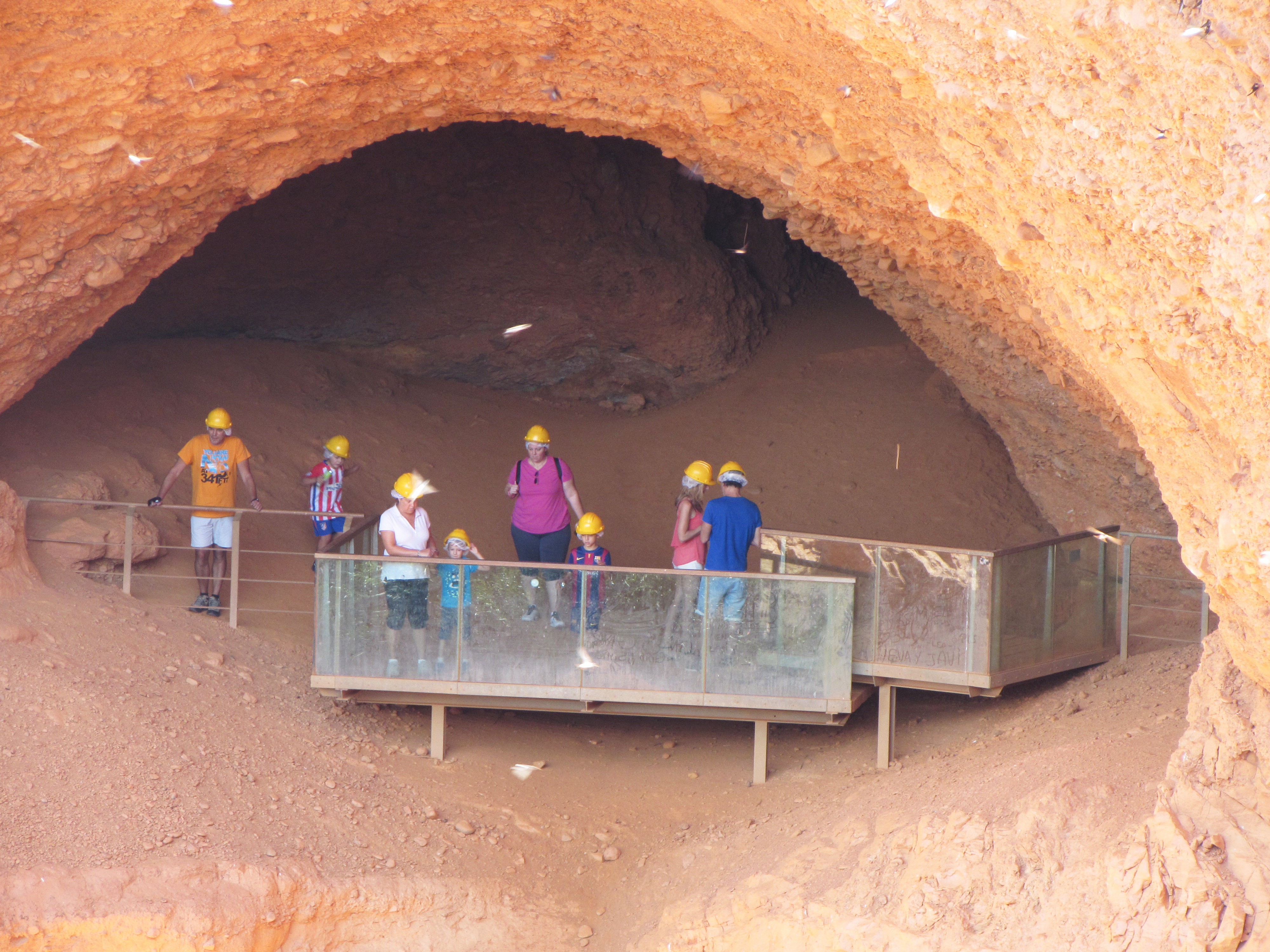
Galeria Las Médulas, Orellán, Spain

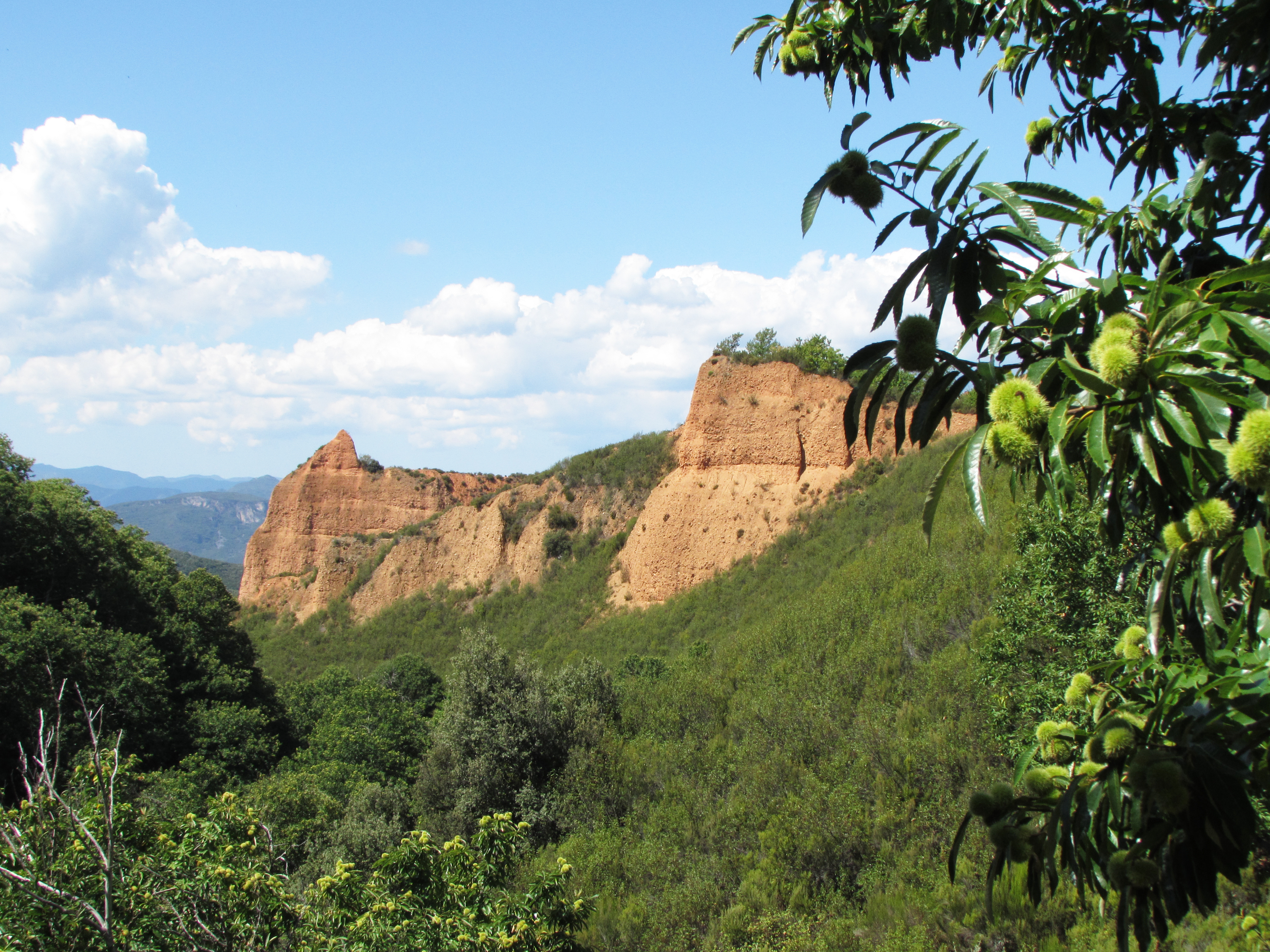
Las Médulas, Edelkastanien